# Florida-Territorium

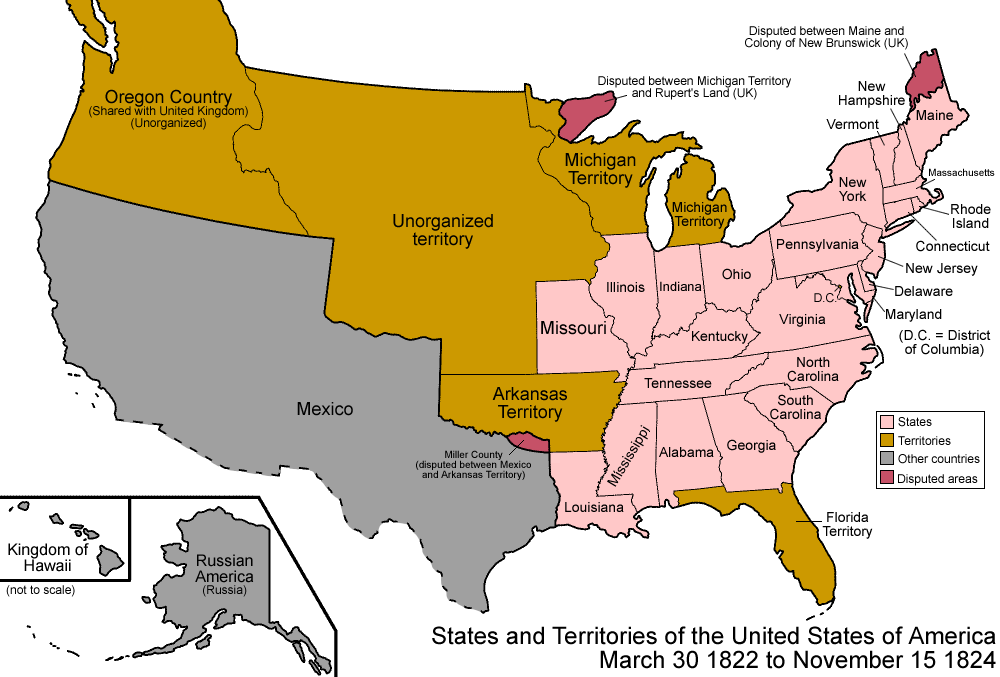
Staaten und Territorien der Vereinigten Staaten (1822–1824)

Das Florida-Territorium war ein historisches Hoheitsgebiet der Vereinigten Staaten von Amerika, das vom 30. März 1822 bis zum 3. März 1845 bestand, als das Territorium als 27. Bundesstaat mit dem Namen Florida in die Union aufgenommen wurde. Das Territorium war ursprünglich eine spanische Kolonie, La Florida, welche 1819 als Teil des Adams-Onís-Vertrages an die Vereinigten Staaten abgetreten wurde.

## Vorgeschichte
Florida wurde 1513 von Juan Ponce de León entdeckt, der das Land für Spanien in Besitz nahm. Die älteste Siedlung europäischen Ursprungs auf dem heutigen Gebiet der Vereinigten Staaten war St. Augustine, die 1565 an der Nordostküste von Florida gegründet wurde. Florida blieb bis zum Ende des Siebenjährigen Krieges im spanischen Besitz, dann trat Spanien im Austausch für Havanna die Kolonie an das Königreich Großbritannien ab. Nach der Amerikanischen Revolution war Großbritannien 1783 gezwungen, Florida an Spanien zurückzugeben.
Die zweite Hälfte der spanischen Regentschaft war stark durch die Vereinigten Staaten beeinflusst. Es gab Grenzstreitigkeiten bezüglich der Grenze mit Georgia und der amerikanischen Nutzung des Mississippi. Diese Probleme wurden 1795 durch den Vertrag von San Lorenzo angeblich gelöst, in dem die Grenze zwischen Florida und Georgia auf den 31. Breitengrad festgelegt wurde. Allerdings, wie Thomas Jefferson es einst vorhersagte, konnten die Vereinigten Staaten nicht die Hände von Florida lassen.

## Amerikanischer Einfluss vor 1821
1812 drangen US-Truppen und Patrioten aus Georgia unter General George Mathews in Florida ein, um dort die amerikanischen Interessen zu wahren. Diese Interessen waren größtenteils mit Sklaven verbunden. Entflohene Sklaven wurden durch die Ureinwohner von Florida, von den Amerikanern lange Zeit Seminolen genannt, geschützt. Sie lebten in einem semi-feudalen System. Während die Seminolen die nun „freien“ Schwarzen schützten, teilten die früheren Sklaven dafür die Feldfrüchte mit ihnen. Obwohl die Schwarzen durch die Seminolen als minderwertig erachtet wurden, lebten beide Seiten in Harmonie. Die Sklavenhalter in Georgia und des restlichen Südens wurden über die kontinuierliche Flucht von Sklaven nach Florida zunehmend wütend. Die meisten Amerikaner betrachteten die Invasion von Florida als unüberlegte Handlung, und den Spaniern wurde ein schneller Truppenabzug zugesagt.
Nach vielen Jahren, in denen weitere Auseinandersetzungen zwischen den Ureinwohnern und den Siedlern stattfanden, schrieb General Andrew Jackson 1818 an den US-Präsidenten Monroe, dass er in Florida eindringe. Jacksons Truppen verließen Tennessee und marschierten den Apalachicola River entlang. Sie richteten von Nordflorida bis zu ihrer Ankunft im März in Pensacola, wo die Spanier schnell aufgaben, Verwüstungen an.

## Adams-Onís-Vertrag
Der Adams-Onís-Vertrag, auch als Transkontinentalvertrag bekannt, wurde am 22. Februar 1819 von John Quincy Adams und Luis de Onís unterzeichnet, allerdings trat er erst 1821 nach der Ratifizierung durch die spanische Regierung in Kraft. Die Vereinigten Staaten erhielten Florida und das Oregon Country für die Aufgabe der gesamten Ansprüche an Texas an Spanien. Entgegen weitverbreiteter Ansichten floss dabei kein Geld zwischen den beiden Regierungen.

## Florida-Territorium und die Seminolen-Kriege
General Andrew Jackson war der erste Militärgouverneur des neuen Territoriums. Am 30. März 1822 legte der US-Kongress Ost- und Westflorida zum Florida-Territorium zusammen. William Pope Duval wurde der erste offizielle Gouverneur des Territoriums, was kurz nach der Errichtung des Kapitols in Tallahassee geschah. Allerdings musste zuvor ein Seminolenstamm von dem Land entfernt werden.
Den zentralen Streitpunkt im Florida-Territorium stellten die Seminolen dar. Die Bundesregierung und die meisten weißen Siedler wünschten, dass alle Ureinwohner in Florida in den Westen übersiedeln. Am 28. Mai 1830 verabschiedete der US-Kongress den Indian Removal Act, der verlangte, dass alle amerikanischen Ureinwohner westlich des Mississippi Rivers ziehen sollten. Das Gesetz bezog sich nicht auf ganz Florida, es stellte allerdings die Rahmenbedingungen für den Vertrag von  Payne’s Landing, der von einem Rat von Seminolen-Häuptlingen am 9. Mai 1832 unterzeichnet wurde. Dieser Vertrag legte fest, dass alle Seminolen in Florida bis 1835 umgesiedelt werden sollten. Bei dieser Versammlung äußerte der bekannte Osceola das erste Mal seinen Entschluss zum Kampf.
Ende 1835 begann Osceola mit den Seminolen einen Guerillakrieg gegen die US-Truppen. Zahlreiche Generäle kämpften und scheiterten, sie erlagen der Hitze und Krankheiten sowie dem fehlenden Wissen über das Land. Erst als General Thomas Jesup viele der wichtigsten Seminolen-Häuptlinge gefangen nahm, einschließlich Osceola, der in Gefangenschaft an einer Krankheit starb, begannen sich die Kämpfe zu legen. Die Seminolen waren schließlich gezwungen abzuwandern, wobei eine kleine Gruppe in den Everglades bis zu der Aufnahme von Florida in die Union als 27. Bundesstaat am 3. März 1845 aushielt.

## Liste der Gouverneure
| Name                | Amtszeit  | Partei   |
| ------------------- | --------- | -------- |
| William Pope Duval  | 1822–1834 |          |
| John Henry Eaton    | 1834–1836 | Demokrat |
| Richard Keith Call  | 1836–1839 |          |
| Robert Raymond Reid | 1839–1841 |          |
| Richard Keith Call  | 1841–1844 |          |
| John Branch         | 1841–1844 | Whig     |